# جان بابتيست بيبي
جان بابتيست بيبي هو سياسي كندي، ولد في 5 يناير 1770، وتوفي في 3 أكتوبر 1852.